# Famille Bautzmann von Rabenau
La famille Bautzmann von Rabenau (ou Baǔtzmann) est une famille patricienne saxonne qui a donné au royaume de Saxe plusieurs scientifiques, hommes politiques et artistes de renom.
La médecine moderne leur doit nombre d'avancées scientifiques majeures : Christopher Bautzmann (1590-1687) en pharmacologie, Johannes Christopher Bautzmann (1645-1738) en épidémiologie, Hermann Bautzmann (1897-1962) en génétique et embryologie.
Dans le domaine artistique, on retiendra notamment Johannes-Christlieb Bautzmann (1722-1786), Kappelmeister à Leipzig aux côtés de Jean-Sébastien Bach.
En matière politique, Alexander Magnus Bautzmann (1811-1880) constitue sans doute la figure la plus marquante. Cet avocat devient à 32 ans burgmeister de Dahlen, en Saxe. Fervent pacifiste et patriote allemand, il prend part en 1849 à la Révolution du Printemps des peuples à Dresde. À la tête d'une milice privée, il marche sur la capitale saxonne afin de participer, aux côtés de Richard Wagner, aux journées révolutionnaires qui s'achèvent par la fuite du roi Frédéric-Auguste II. À la suite de l'entrée dans la ville des armées saxonnes et prussiennes, il est arrêté et emprisonné dans la forteresse de Königstein aux côtés de Mikhaïl Bakounine. Condamné à mort par le pouvoir royal, il est gracié par Frédéric-Auguste II au bout d'un an d'emprisonnement. Il fut l'un des initiateurs de la future marine de la Confédération germanique. En 1932, un nouveau quartier de la ville de Dahlen est baptisé en son honneur. L'arrivée au pouvoir du parti national-socialiste en Allemagne conduit les autorités nazies à rebaptiser ce quartier du nom du Gauleiter du NSDAP de Saxe et Reichsstatthalter Martin Mutschmann.
L'une de ses cousines, la baronne Amalia Frederica Wilhelmina von Dyhrn-Czettritz-Neuhaus (en) (née baronne von Rabenau) deviendra à la mort de son mari Julius en 1841 l'une des femmes les plus riches d'Europe (fortune estimée à plus de 10 millions de thalers prussiens) et l'une des plus grandes philanthropes de la fin du XIXe siècle.
L'hostilité de plusieurs membres de cette famille envers le IIIe Reich entraina une féroce répression du pouvoir nazi à leur encontre, notamment après la tentative d'assassinat d'Adolf Hitler le 20 juillet 1944. Le 9 avril 1945, sans avoir été inculpé ni jugé, le général Friedrich von Rabenau, l'un des derniers détenus du camp de concentration de Flossenbürg, fut ainsi fusillé sur ordre personnel de Himmler.
Les origines de cette famille inspirèrent les frères Grimm dans leur conte intitulé Der Klabautermann.
Cette famille est apparentée au mathématicien et philosophe allemand Gottfried Wilhelm Leibniz ainsi qu'au juriste et fabuliste Magnus Gottfried Lichtwer (de).

## Pour approfondir